# Mamohato de Lesoto
La reina 'Mamohato Bereng Seeiso (nacida como Tabitha 'Masentle Lerotholi Mojela; Mafeteng, 28 de abril de 1941 - Thaba-Tseka, 6 de septiembre de 2003) fue la reina consorte de Lesoto por su matrimonio con el rey Moshoeshoe II. Se desempeñó como regente de Lesoto en tres diferentes ocasiones: del 5 de junio al 5 de diciembre de 1970, del 10 de marzo al 12 de noviembre de 1990 y del 15 de enero al 7 de febrero de 1996ya que en estas ocaciones su esposo, el rey Moshoeshoe II se encontraba en prisión domiciliaria o en el exilió.  

## Biografía
'Mamohato nació en Tebang, una localidad del distrito de Mafeteng, como hija de Lerotholi Mojela (1895–1961), Jefe de Tsakholo.
La princesa estudió en el Bath Training College of Home Economics en el Reino Unido.
Un año después de la muerte de su padre, se casó con Moshoeshoe II. En su reinado, se centró en la educación de los niños lesotenses.  
Falleció el 6 de septiembre de 2003 en un retiro católico para la Orden de Santa Cecilia en la Misión Auray en Mantsonyane.

### Caridad y legado
El Queen 'Mamohato Memorial Hospital, fue nombrado así en su honor.
La reina, conocida como la "Madre de la Nación", creó Hlokomela Bana en la década de 1980 para brindar atención y apoyo a niños vulnerables. Hlokomela Bana, que significa "Cuidar a los niños" en sesoto, trabaja en estrecha colaboración con los jefes principales para identificar qué apoyo se puede brindar mejor a quienes han perdido a sus padres o sufren discapacidades.

## Familia
Ella era la esposa del rey Moshoeshoe II y la madre del rey Letsie III, el príncipe Seeiso y la princesa Constanza Christina 'Maseeiso.

## Títulos
- 1941–1962: Tabitha 'Masentle Lerotholi Mojela.
- 1962–1966: Su Alteza Real la princesa Mamohato Bereng Seeiso.
- 1966–1996: Su Majestad la reina de Lesoto.
- 5 de junio - 5 de diciembre de 1970, 10 de marzo - 12 de noviembre de 1990, 15 de enero - 7 de febrero de 1996: Su Majestad la Reina Regente.
- 1996–2003: Su Majestad la reina 'Mamohato Bereng Seeiso, La Reina Madre.